# Marta Calamonte Márquez
Marta Calamonte Márquez (Mèrida, 30 de juliol de 1982) és una exgimnasta rítmica espanyola que va ser campiona del món de 3 cintes i 2 cèrcols al Mundial de Sevilla (1998), a més d'assolir altres nombroses medalles amb la selecció nacional de gimnàstica rítmica d'Espanya, com la plata en la general d'aquest Mundial o diverses medalles en Europeus. Va participar en els Jocs Olímpics de Sydney 2000.
En l'actualitat entrena al Club Gimnàstic Almendralejo.

## Biografia esportiva

### Inicis
Nascuda a Mèrida, es va iniciar en la gimnàstica rítmica amb 7 anys, ingressant a l'E.D.M. Mèrida. En aquesta etapa va ser entrenada per Eli Isidoro i per Fernando Molina Alén. El 1994 va ser subcampiona d'Espanya infantil, i el 1996, subcampiona d'Espanya júnior. En aquest campionat no va participar en les finals per aparells perquè va haver de ser operada d'urgència d'apendicitis. També el 1996, amb el conjunt júnior espanyol, va ser 5a en el torneig internacional de Thiais i va acabar en el 15è lloc en el Campionat d'Europa celebrat a Asker/Oslo. Aquell conjunt júnior estava integrat per Marta, Ana del Toro, Carolina Malchair, Carolina Montes, Beatriz Nogales, Carmina Verdú i, com a suplents, Blanca López Belda i Tania Pacheco.
El gener de 1997 va entrar en el conjunt sènior de la selecció nacional de gimnàstica rítmica d'Espanya.

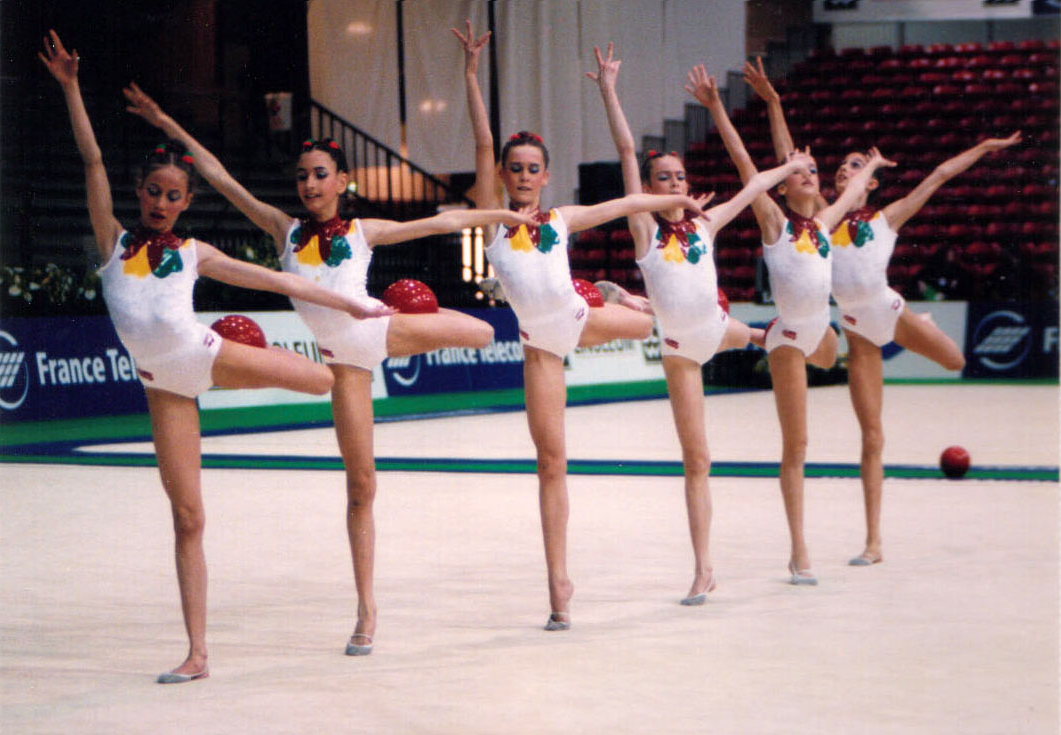
Marta (tercera a l'esquerra) amb el conjunt júnior a l'Europeu d'Asker (1996)

### Etapa en la selecció nacional

#### 1997: Europeu de Patres
Pel 1997, les components de l'equip ja havien traslladat la seva residència del xalet de Canillejas a un edifici annex a l'INEF i havien començat a entrenar al Centre d'Alt Rendiment de Madrid. Maria Fernández era des de desembre de 1996 la nova seleccionadora nacional, després de la marxa d'Emilia Boneva, que havia estat operada al novembre del cor. A principis d'any es van incorporar al conjunt, a més de Marta, Sara Bayón i Carolina Malchair. Poc després d'entrar a l'equip, Marta va patir una infecció a l'oïda que li causava marejos i pèrdua de l'equilibri, cosa que va provocar que aquest any fos suplent. La seva lesió, unida a la retirada de Marta Baldó, Estela Giménez i Estíbaliz Martínez, va fer que a l'abril s'incorporés al conjunt Esther Domínguez. Dels dos exercicis per a aquest any, el de 5 pilotes tenia com a música una barreja de cançons d'Édith Piaf, com «Non, je ne regrette rien» i «Hymne à l'amour», mentre que el de 3 pilotes i 2 cintes feia servir «Las cosas del querer», composta per Quintero, León i Quiroga.
Després d'alguns tornejos, com el Ciutat d'Eivissa o el Gran Trofeu Campofrío, Marta va participar, encara que com a suplent, en la seva primera competició oficial, el Campionat Europeu de Gimnàstica Rítmica celebrat a Patres, on va assolir un quart lloc en el concurs general, a més d'una medalla de plata en 5 pilotes i una altra de bronze en 3 pilotes i 2 cintes. El primer dia, amb una nota acumulada de 38,300 en el concurs general, es van quedar a 50 mil·lèsimes del podi. En les finals per aparells de l'endemà van obtenir una nota de 19,600 en l'exercici de 5 pilotes, que els va atorgar la medalla de plata. En l'exercici mixt de 3 pilotes i 2 cintes van assolir una nota de 19,500 que les va portar al tercer calaix del podi. El conjunt estava integrat llavors per Marta (com a suplent), Sara Bayón, Núria Cabanillas, Esther Domínguez, Lorena Guréndez, Tania Lamarca i Carolina Malchair. Posteriorment obtindria la medalla d'or en la Epson Cup de Tòquio (Japó).

#### 1998: Títol mundial en Sevilla
El 1998, els exercicis van ser el de 3 cintes i 2 cèrcols, i el de 5 pilotes, que van emprar com a música la sevillana «Juego de luna y arena» (inspirada en un poema de Lorca) i el tango «El vaivén» respectivament, dos temes de José Luis Barroso. Marta seria aquest any titular en els dos exercicis. Després de disputar l'equip alguns tornejos preparatoris a Calamata i Budapest, al maig de 1998 va assolir proclamar-se campió mundial en el Campionat del Món de Sevilla. Va ser en la competició de 3 cintes i 2 cèrcols, on el conjunt va superar a Belarús amb una puntuació de 19,850. A més, el primer dia l'equip va obtenir la medalla de plata en el concurs general amb una nota acumulada de 39,133. Van ocupar el setè lloc en la competició de 5 pilotes. El combinat nacional va rebre en aquest campionat el Premi Longines a l'elegància, un trofeu que sol lliurar la marca de rellotges homònima i la FIG durant les competicions internacionals de gimnàstica destacades. El conjunt d'aquest any estava compost, a més de Marta, per Sara Bayón, Lorena Guréndez, Carolina Malchair, Beatriz Nogales, Paula Orive, i Núria Cabanillas com a suplent.

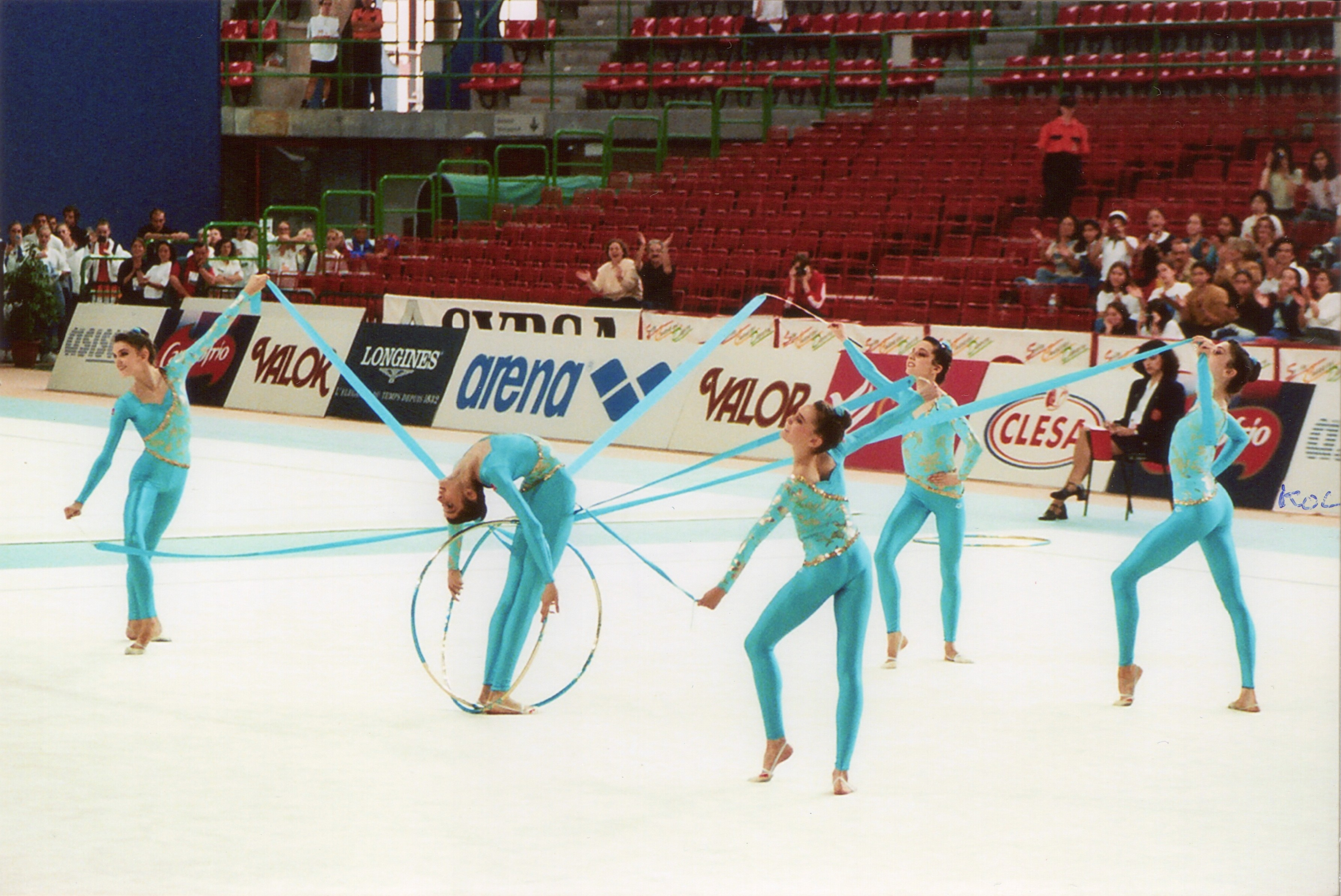
Conjunt espanyol durant la posició final de l'exercici de 3 cintes i 2 cèrcols en el concurs general del Campionat Mundial de Gimnàstica Rítmica de Sevilla el 1998
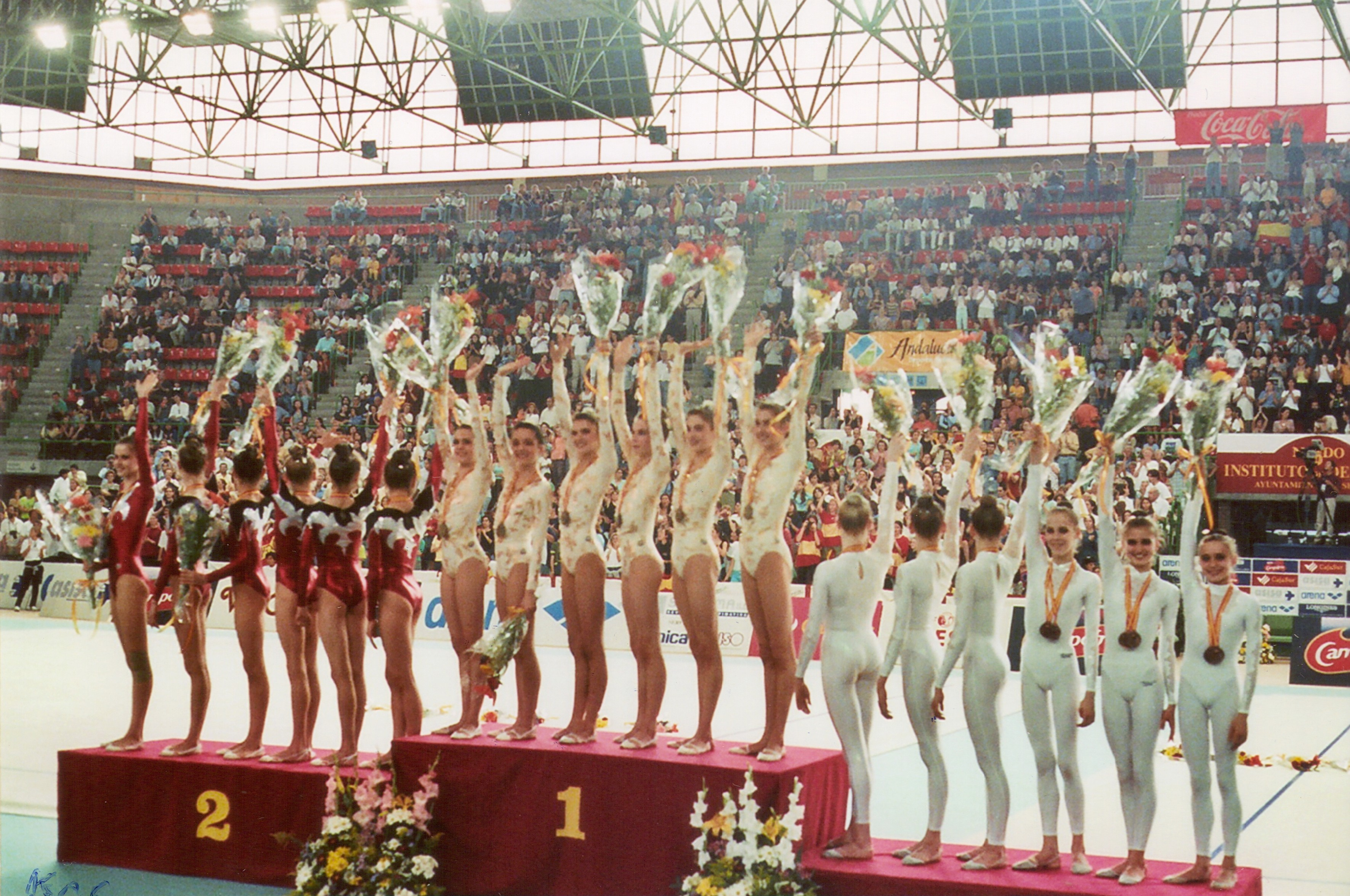
Podi de la final 3 cintes i 2 cèrcols en conjunts en el Campionat Mundial de Gimnàstica Rítmica de 1998 a Sevilla. D'esquerra a dreta: Belarús, Espanya i Ucraïna

#### 1999 - 2000: Mundial d'Osaka i Jocs Olímpics de Sydney
El 1999, Nancy Usero ja era la nova seleccionadora i entrenadora del conjunt. Nancy va comptar aquesta temporada amb Dalia Kutkaite com a assistent i entrenadora del conjunt júnior, i amb Cristina Álvarez com a coreògrafa el primer any. Durant aquest any, els dos exercicis van ser el de 3 cintes i 2 cèrcols, i el de 10 maces, el primer amb «Zorongo gitano» i el segon amb «Babelia» de Chano Domínguez, Hozan Yamamoto i Javier Paxariño, com a música. Marta seria titular en el de cintes i cèrcols, i suplent en el de maces. El conjunt titular estava compost aquest any per Marta, Sara Bayón, Lorena Guréndez, Carolina Malchair, Beatriz Nogales i Paula Orive. A finals de maig es va disputar el Campionat Europeu a Budapest. En el concurs general, el conjunt va quedar en setena posició, a causa d'una mala qualificació en l'exercici de 10 maces. En la competició de 3 cintes i 2 cèrcols va obtenir la medalla de bronze. L'agost, el conjunt va assolir la medalla de plata en 3 cintes i 2 cèrcols al DTB-Pokal de Bochum. A finals de setembre es va disputar el Campionat Mundial d'Osaka. El conjunt va quedar en setena posició en el concurs general, que els va donar la classificació per als Jocs Olímpics de Sydney de l'any següent. Posteriorment, va ocupar el sisè lloc tant en l'exercici de 3 cintes i 2 cèrcols com en el de 10 maces.

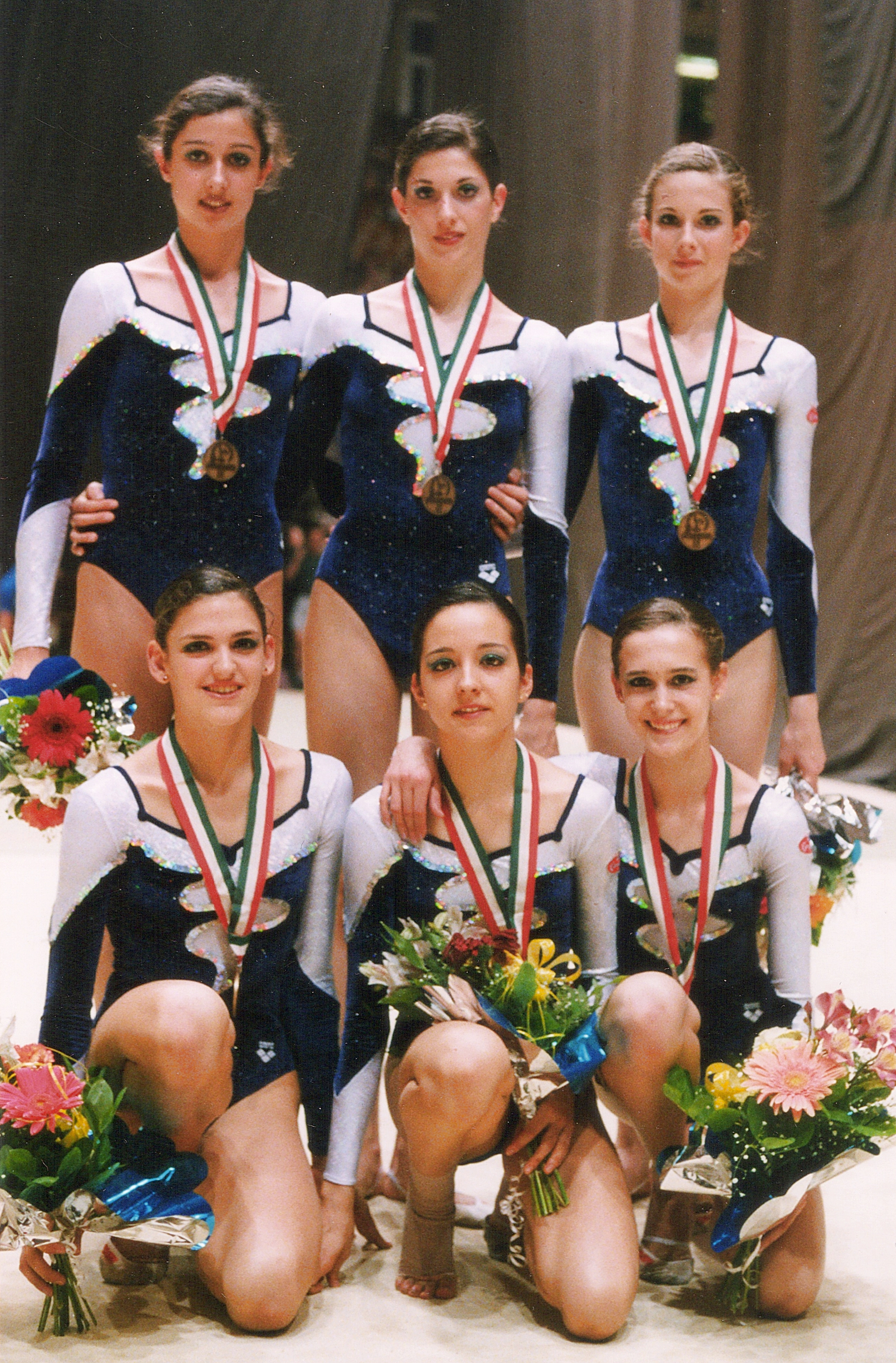
Calamonte (a sota, a la dreta) amb l'equip nacional a l'Europeu de Budapest (1999)
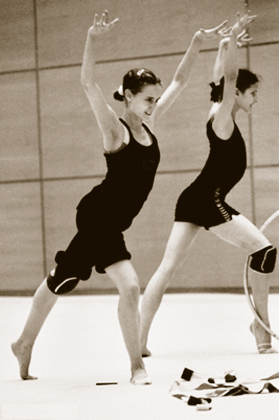
Marta Calamonte (esquerra) junt amb Raquel López de Arroyabe en un entrenament del conjunt nacional al Centre d'Alt Rendiment de Madrid (2000)

Per 2000, any olímpic, el combinat espanyol va compondre nous muntatges, tant per a l'exercici de 3 cintes i 2 cèrcols (amb música de Los Activos i Vicente Amigo), com per al de 10 maces (amb una barreja de cançons de The Corrs i Loreena McKennitt). Marta seria titular aquest any en l'exercici de maces i suplent en el de cintes i cèrcols. Del 2 a l'11 de gener es van concentrar al Centre d'Alt Rendiment per a entrenament en alçada del CSD a Sierra Nevada (Granada). En els tornejos internacionals d'inici de temporada van assolir bons resultats, com la plata en la general, l'or en maces i la plata en el mixt a Madeira, el bronze a la general, el 8è lloc en maces i la plata en el mixt en Thiais, la plata a Calamata i novament una plata a Màlaga. Al setembre de 2000 van tenir lloc els Jocs Olímpics de Sydney. El conjunt espanyol, integrat per Marta, Igone Arribas, Lorena Guréndez, Carolina Malchair, Beatriz Nogales i Carmina Verdú, tenia l'oportunitat de revalidar la medalla d'or conquerida quatre anys enrere a Atlanta en la mateixa competició. No obstant això, una sèrie d'errors en l'execució dels dos exercicis, com un nus a una cinta i dues caigudes de maces, va provocar que el combinat espanyol se situés en la desena i última posició en la fase de classificació, de manera que no va poder participar en la final.

### Retirada de la gimnàstica
Marta es va retirar a finals de l'any 2000, després de disputar els Jocs Olímpics de Sydney. Més tard va començar a dirigir i entrenar un grup del col·legi Santa Cecília de Càceres. Va ser regidora de Joventut (2003-2007) a l'Ajuntament de Mèrida. A l'octubre de 2008 va començar a entrenar a l'escola de gimnàstica rítmica d'Almendralejo, que posteriorment passaria a ser el Club Gimnàstic Almendralejo.
El 23 de juliol de 2016 va ser una de les figures destacades de la gimnàstica rítmica espanyola convidades a la Gala del 20è Aniversari de la Medalla d'Or a Atlanta '96, celebrada a Badajoz. En l'actualitat segueix entrenant el mateix club i treballa com a fisioterapeuta a Mèrida.

## Vida personal
Es va casar el 23 de juny de 2012 i té un fill.

## Equipaments
| Període      | Proveïdor |
| ------------ | --------- |
| 1996 - 2000  | Arena     |
| 2000 (JJ.OO) | Fumarel   |

## Música dels exercicis
| Any  | Aparells                            | Música |
| ---- | ----------------------------------- | --- |
| 1997 | 5 pilotes                           | Barreja de cançons d'Édith Piaf, com «Non, je ne regrette rien» i «Hymne à l'amour».                                             |
| 1997 | 3 pilotes i 2 cintes                | «Las cosas del querer», copla composta per Quintero, León y Quiroga.                                                             |
| 1998 | 5 pilotes                           | Tango «El vaivén», de José Luis Barroso.                                                                                         |
| 1998 | 3 cintes i 2 cercles                | Sevillana «Juego de luna y arena» (inspirada en un poema de Lorca), de José Luis Barroso.                                        |
| 1999 | 10 maces                            | «Babelia», de Chano Domínguez, Hozan Yamamoto i Javier Paxariño.                                                                 |
| 1999 | 3 cintes i 2 cercles                | «Zorongo gitano», cançó popular espanyola adaptada per Federico García Lorca i La Argentinita.                                   |
| 1999 | Exercici d'exhibició (mans lliures) | «Balanca», tema flamenc. |
| 2000 | 10 maces                            | Barreja de cançons de The Corrs i Loreena McKennitt, amb els temes «Toss the Feathers», «Irish Music», «Someday» i «Erin Shore». |
| 2000 | 3 cintes 2 cercles                  | Barreja de cançons de Los Activos i Vicente Amigo, amb els temas «Mestizo», «Poeta en el viento» i «Flor de la noche».           |

## Palmarès esportiu

### Selecció espanyola
| 1996 - Torneig Internacional de Thiais 5è lloc a la final (6 pilotes) - Campionat d'Europa d'Asker/Oslo 15è lloc als preliminars (6 pilotes) 1997 - Ciutat d'Ibiza* Plata en concurs general - Gran Trofeu Campofrío* Plata en concurs general - Campionat d'Europa de Patres* 4è lloc en concurs general Plata en 5 pilotes Bronze en 3 pilotes i 2 cintes - Epson Cup* Or en concurs general 1998 - Thiais Or en concurs general Or en 5 pilotes Or en 3 cintes i 2 cercles - Kalamata Cup Plata en concurs general Or en 5 pilotes Or en 3 cintes i 2 cercles - Budapest Tournament Or en concurs general Or en 5 pilotes Or en 3 cintes i 2 cercles - Estella International Or en concurs general - Campionat del Món de Sevilla Plata en concurs general 7è lloc en 5 pilotes Or en 3 cintes i 2 cercles | 1999 - Kalamata Cup 7é lloc en concurs general Bronze en 10 maces - Thiais 4t lloc en concurso general 4t lloc en 10 maces Bronze en 3 cintes i 2 cercles - Budapest Tournament Or en concurso general 4t lloc en 10 maces Or en 3 cintes i 2 cercles - Campionat d'Europa de Budapest 7è lloc en concurso general Bronze en 3 cintes i 2 cerles - DTB-Pokal de Bochum 6è lloc en concurs general 5è lloc en 10 maces Plata en 3 cintes i 2 cercles - Campionat del Món d'Osaka 7è lloc en concurs general 6è lloc en 10 maces 6è lloc en 3 cintes i 2 cercles 2000 - Madeira Cup Plata en concurs general Or en 10 maces Plata en 3 cintes i 2 cercles - Thiais Bronze en concurs general 8è lloc en 10 maces Plata en 3 cintes i 2 cercles - Kalamata Cup Plata en concurs general - Màlaga International Plata en concurs general - Jocs Olímpics de Sydney 2000 10è lloc en qualificació |

* Com a suplent de l'equip en sengles exercicis

## Premis, reconeixements i distincions

### Com a gimnasta
- Premi Longines a l'elegància en el Campionat del Món de Sevilla (1998)[7]

### Com a entrenadora
- Millor entrenadora en la XII Gala dels Premis de l'Esport d'Almendralejo (2016)[17]

## Programes de televisió
| Programes de televisió | Programes de televisió | Programes de televisió | Programes de televisió                                                                                     |
| Any                    | Títol                  | Cadena                 | Notes |
| ---------------------- | ---------------------- | ---------------------- | --- |
| 1999                   | Escuela del deporte    | La 2 de TVE            | Aparició al reportatge                                                                                     |
| 2018                   | Mujer y deporte        | Teledeporte            | Entrevistada al reportatge                                                                                 |
| 2019                   | A esta hora            | Canal Extremadura      | Convidada                                                                                                  |
| 2017                   | Anunci de Televisió    | Vinetur                | Emisària de la denominació d'origen Ribera del Guadiana per a la seva campanya «Terra, vi i amics» (2017). |